# 村井古道
村井 古道（むらい こどう、天和元年（1681年） - 寛延2年10月14日（1749年11月23日））は、江戸時代の奈良の郷土史家、外科医、俳人である。
代表作に『奈良坊目拙解』がある。

## 経歴

### 生涯
天和元年(1681年)、奈良東城戸町にて、『南都名所集』の著者であり俳人でもあった村井道弘を父として生まれ、後に西城戸町に長く居を構えた。本名は勝九郎、外科医としての号は升哲。無名園古道の号が最も有名であるが、他に道静、水子、率川益人、青楓軒村井道静、三枝散人玄々禿古道、率川隠士一粟散人、無名居道静などの別号を持つ。
俳諧は小西来山の門弟として、来山の遺稿集『俳諧今宮草』の編者の1人として知られる他、いくつかの俳書に句を残している。俳諧に関しては、幼い頃から父道弘の指導を受け道に踏み入れはしたものの、天分に乏しく、また俳諧の暗黒期と呼ばれる享保期の悪弊に影響を受けており、古道にとっては心血を注いだ地誌研究に比べ余技以上の意味を持たなかった。
20歳頃より地誌に興味を持ち、郷土史家として、代表作『奈良坊目拙解』をはじめ多くの奈良の地誌を残した。特筆すべきは彼の著作における科学的アプローチで、彼の著作に先んじた奈良の地誌は『奈良曝』『奈良名所八重桜』『大和名所記』『南都名所集』『和州寺社記』など多数あるが、その多くは寺社の縁起を口録に従い記すのみの趣味的なアプローチであった。『奈良曝』は寺社だけではなく奈良町内の町々の由来までもカバーした書であったが、口録を記したのみであり、『大和名所記』はいちいち出典を示す生真面目な書ではあるが、大和一国を対象としているため南都を対象とするのは全体の5分の1に過ぎなかった。これに反し、古道の著作は多くの資料を蒐集・調査していちいち出典を明らかにし、寺社だけでなく町々の由来などまで広くカバーした著作として、奈良南都にとって初めての本格的な地誌の誕生とみなせるものであった。また、「今按(今按ずるに...)」から始まる、引用・伝聞と自分の説を明確に分けた書き方や、神仏への敬意は示しながらも霊石奇木の類への衆愚妄説に対する批判も特徴的である。彼の著作は、『奈良名所記』『南都名所順路略志』などの軽い著作以外は全て漢文で記されているが、純粋な漢文ではなく著しく和様化された独特の文体となっている。

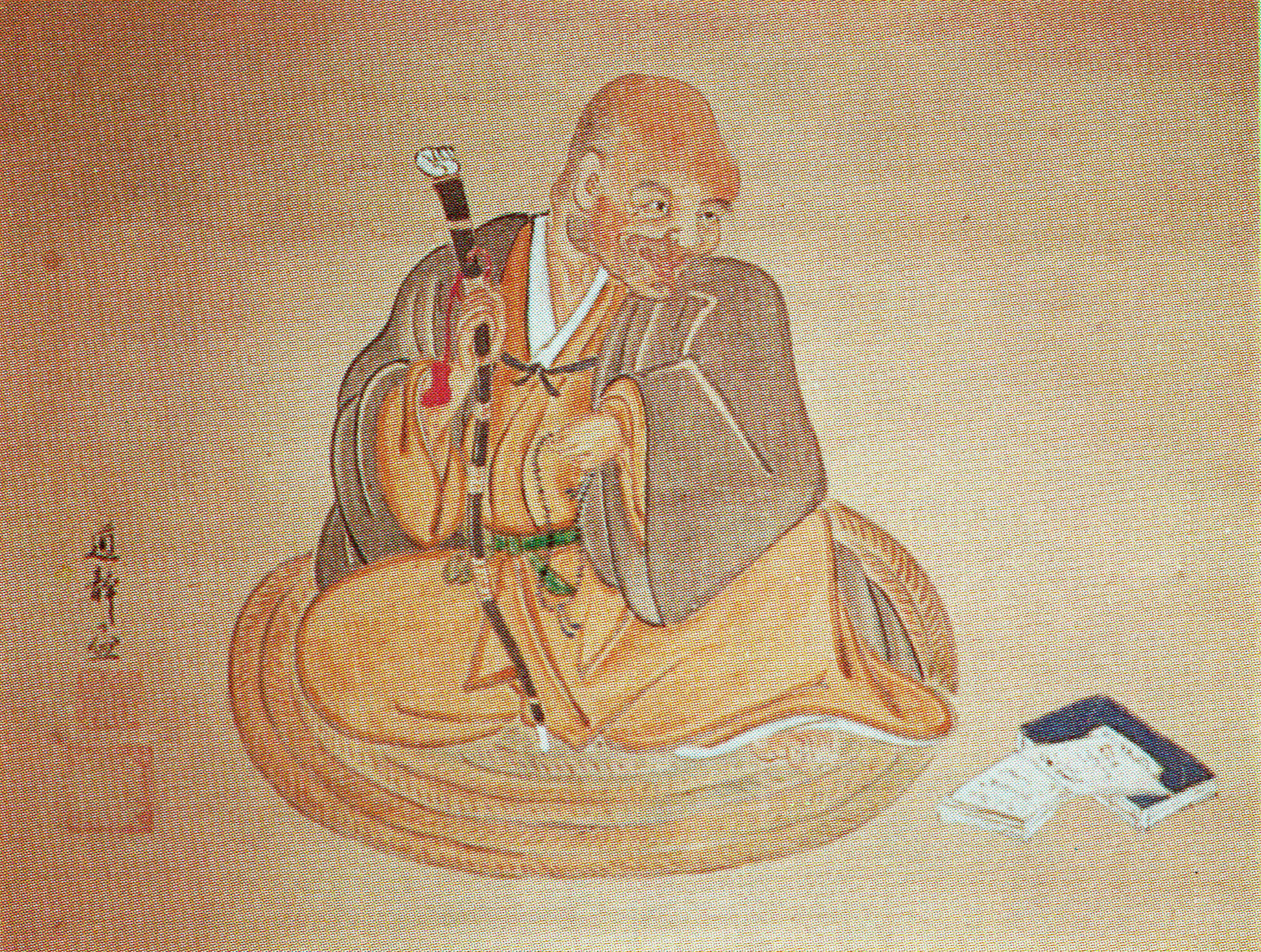
古道画、俳人大淀三千風像

その他に絵画も嗜み、『奈良年中行事絵巻』など絵画を中心の作品も残している他、『手掻会絵巻』の模写なども行っている。また古道自筆の稿本、写本などの装丁はすべて彼自身で行い、表紙、刷毛目、題簽、綴糸に至るまで工夫を凝らし、優雅な装丁に仕立てられている。
茶道の名著『長闇堂記』の写本なども行っているが、意外にも茶の趣味はなく、同書の写本も飽くまで古人の旧跡伝説の探究に興味を持ってのことであったと跋に述べている。
寛延2年(1749年)10月14日、69歳で亡くなった。墓碑は奈良市林小路町の霊巌院にある。

### 平松倍千との取り違えと再発見

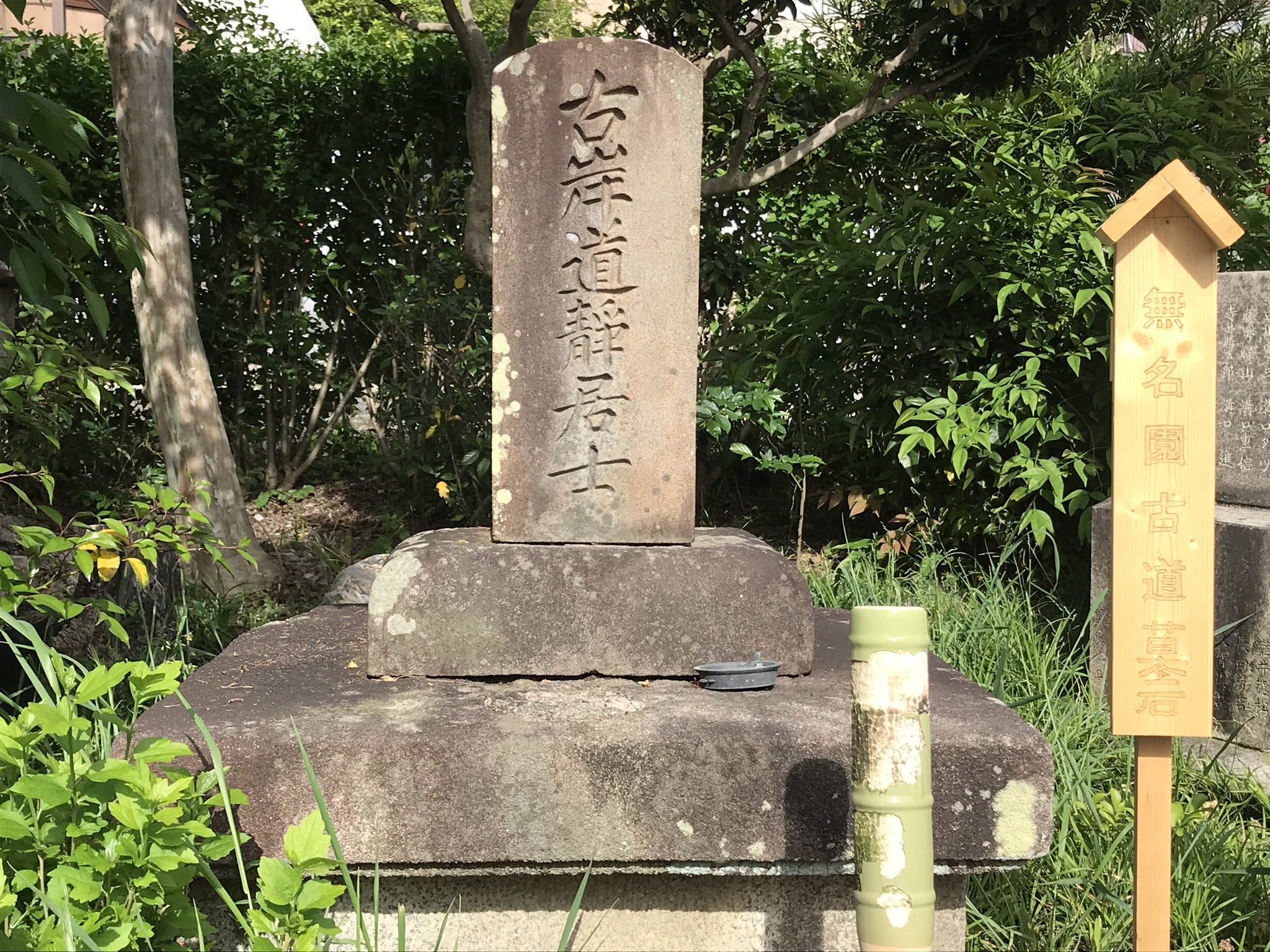
村井古道墓碑

古道はその作品の多くを「無名園古道」と号して残したが、近年までその正体を、古道と同じく来山の門弟であった、平松倍千と取り違えられていた。明治期の『大和人物志』(佐々醒雪、水木要太郎等著、奈良県庁発行。1909年(明治42年))などでも平松古道として項目が建てられ、それを引用した辞書などでも平松古道として記載されていたという。
取り違えの原因としては、金沢昇平が1890年(明治23年)に刊行した『平城坊目遺考』において、無名園古道の著作『率川御子守本縁』からの引用を「平松甚平記録曰」と記載したこと、また1889年(明治22年)頃に平松家に所蔵されていた無名園古道の著作『奈良名所記』が、平松家祖先の著作として受け継がれていたことなどに因るようである。
しかしながら、
- 大和人物志や平松倍千の墓碑[注釈 3]銘では、倍千の没年は元文3年(1738年)となっているが、宝暦元年(1751年)に刊行された『俳諧家譜』の「追加大津南部点者譜」等での無名園古道の没年は寛延2年(1749年)となっており、11年もの開きがある[15]。
- 『俳諧家譜』の「追加大津南部点者譜」では、無名園古道は村井氏であると記されている[15]。
- 平松倍千の墓碑銘では、倍千は「平城下三条坊之人也」と記されているが、『奈良坊目拙解』の「西城戸町」「率川阿波神社旧跡」の項では、無名園古道の在所について、西城戸町に20年余り居住すると記されている[17][注釈 4]。
- 『俳諧葉久母里』『木葉こま』などに所収される俳諧に、「倍千」と「古道」が名を連ねるものが散見される[18]。

などの矛盾があるため、山本賢三、金井寅之助などの研究者により疑義が示されてきた。
1949年(昭和24年)9月、金井寅之助が奈良市林小路町の霊巌院の無縁墓中に「古岸道静居士」と記された墓石及び関連する回向帖を発見し、無名園古道が村井氏であり村井道弘の息子であることなどが再発見された。

## 業績

### 南都地誌

#### 奈良坊目拙解
古道の代表作、中本15巻14冊。享保15年(1730年)、古道50歳時に記した自序に「三十年にして草案ほぼ成る」と記されているため、構想は20歳代より持っていたと思われる。脱稿は享保20年(1735年)。
自序に記されているところでは、古道の問題意識は過去に南都の名勝記の類は多く上梓されたものの、寺社古跡にばかり注力し、民家四民(士農工商)居所としての町名に注意を払っていないところにあり、そこで家々の旧史記録、国史縁起、俗諺、古老の口伝などを尋ね、本書を上梓したという。
巻初に明確な凡例を備え、橋本町を中心とした町名の掲載順序から、他書より引く際の規則、不明点は不明と記す、私見は「按」の文字を使いそれとわかるように示す、俚諺や俗説については証拠を引用し正す、など科学的手法を持ちこんだ初めての南都地誌の焦眉といえる。引用する書目も200を越え、論説の正確さも他書の追随を許さないものがあった。『京都坊目誌』(1915-1916年(大正4-5年)刊、68巻)の作者碓井小三郎も、1896年(明治29年)に奈良で坊目拙解を一覧し、感激して京都坊目誌の編著を思い立ったという。
しかしながら奈良坊目拙解は刊行されなかったため、近世までほぼ知られることなく稿本写本のみで伝わり、後発の『平城坊目考』(寛政7年(1795年)成立、久世宵瑞著)に長らく知名度を奪われていた。明治に入っても、『平城坊目遺考』(1890年(明治23年)、金沢昇平著)に一部引用されたり、『大和人物志』で書名が紹介されたりしたに過ぎなかった。1938-1939年(昭和13-14年)、雑誌『大和志』に分割掲載されようとしたが廃刊により中断と、なかなか日の目を見る機会を得られなかった。
1949年(昭和24年)の金井寅之助による「村井」古道の再発見と、『平城坊目考』との対比による坊目拙解の再評価などを機に徐々に知名度を高め、1963年(昭和38年)には奈良市市史編集室から読み下し文版が少数非売品として提供、1977年(昭和52年)には喜多野徳俊訳・注の口語訳版が発行され、広く一般に知られるようになった。

#### 興福寺伽藍仏像図記
大本1冊10丁、古道27歳の折、最初に成った地誌類。

#### 南都名産文集
大本1冊54丁、古道の俳文集とでも言うべきもので、南都の名産品(晒布、僧房酒、饅頭など)を、自作の発句を添えて俳諧文で紹介したもの。1979年(昭和54年)刊の喜多野徳俊訳・注『南都年中行事』に書き下し文が所収。

#### 奈良年中行事絵巻

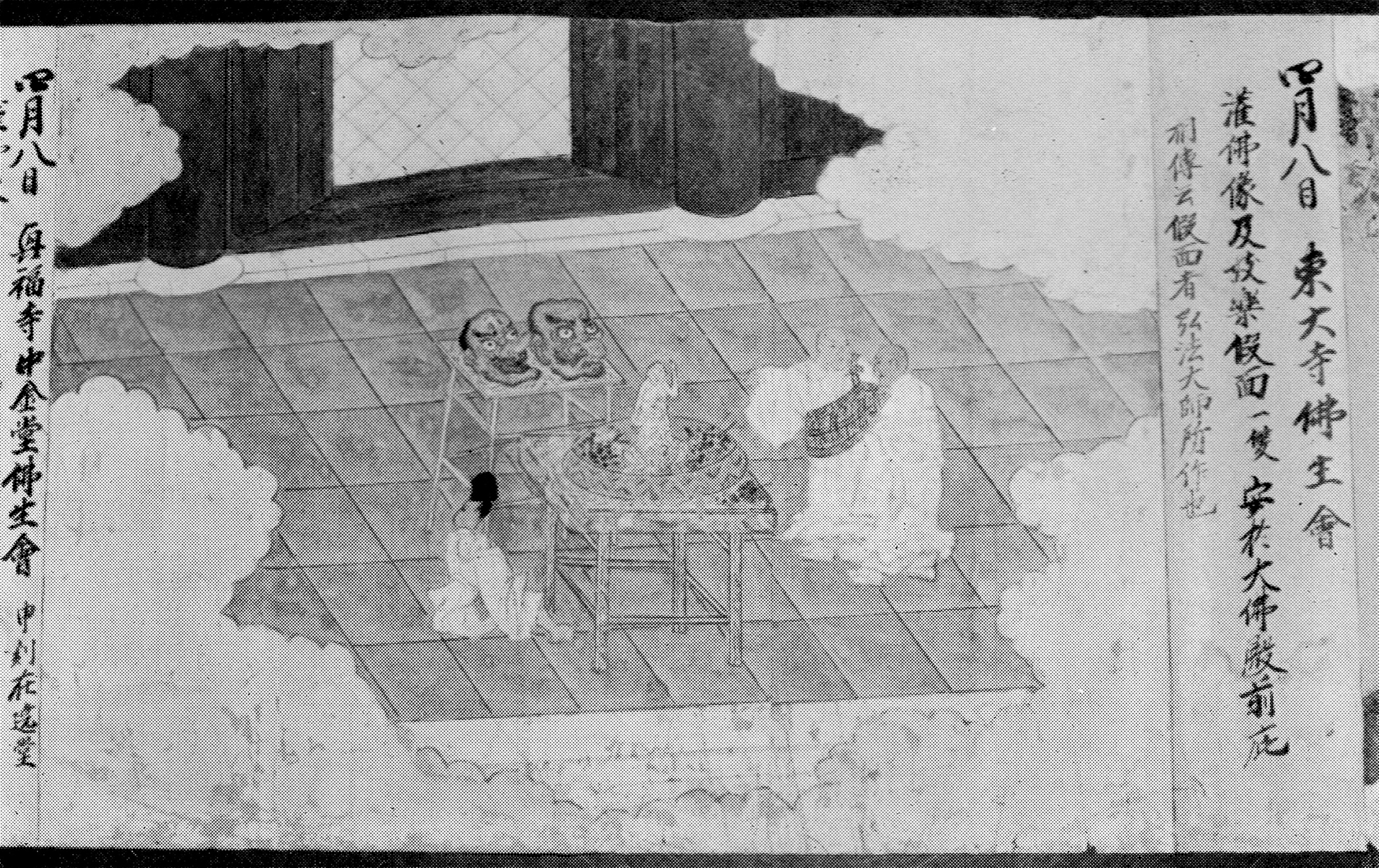
奈良年中行事絵巻 東大寺佛生會

現存の巻子本2巻、1つは正月の部と3月の部を後世切り継いだもので、もう1つは4月の部。極彩色で描かれた巧みな作品。

#### 東大寺廻向開帳図略
中本1冊20丁。尾州侯夫人千代姫の菩提のため、一万日忌が享保11年(1726年)4月2日から8日まで、東大寺大仏殿前の仮屋で盛大に挙行された。その時の忠実な記録で、群集する参詣者、開帳する諸堂、霊宝が陳列された塔頭、廻向場には火を灯された金箔銀箔2丁の4貫500目掛大蝋燭など、きらびやかな盛儀が記録されている。

#### 奈良名所記
中本1冊39丁、内容は簡単な名所案内だが、従来の案内記の杜撰な内容を正す目的で筆をとったものか。1979年(昭和54年)刊の喜多野徳俊訳・注『南都年中行事』に書き下し文が所収。

#### 南都名所順路略志
横中本1冊26丁半、享保13年の「山夕歳旦帳」の裏紙に記される。表紙左端に「平松氏」と墨書され、「平松印章」の朱印があり、これも無名園古道が平松倍千と混同される原因の一つとなったかもしれない。

#### 諾楽事跡考
8巻のうち現存するのは第6巻陵墓部。半紙本1冊39丁。跋によると享保15年(1730年)10月に草稿に表紙を追加した記録が残るが、本文中に享保10年(1725年)8月の記録があり、付箋に享保12年(1727年)秋の嵯峨清涼寺開帳のことと記され、さらに跋に「多歳棄捨于匝底」とあることより、草稿自体は享保11年(1726年)ごろの成立とみられる。

#### 高円山白毫寺縁起
大本1冊11丁、白毫寺略縁起、焼春日神縁、尾上離宮を含み、ある院主からの需要により作成された。

#### 南都年中行事

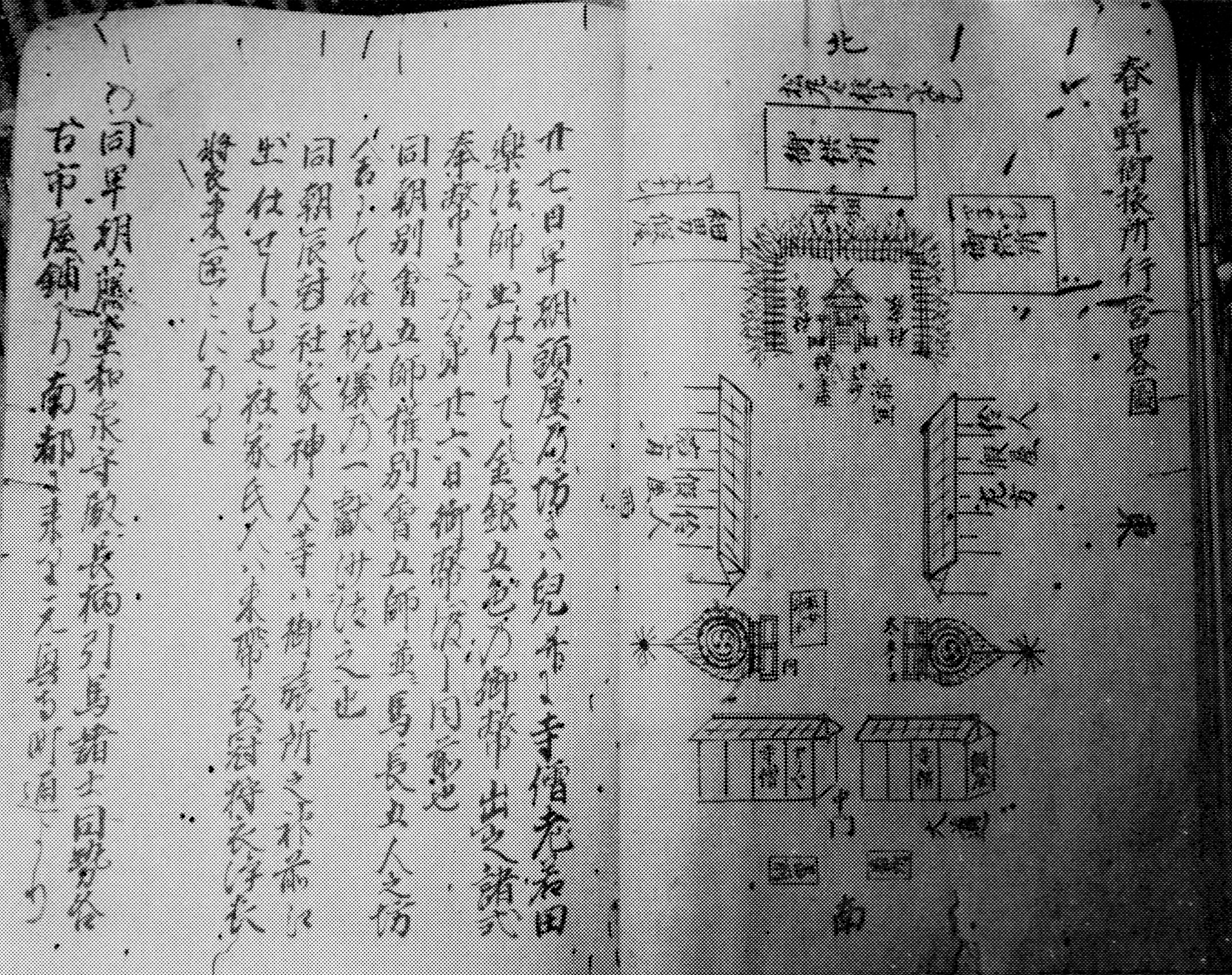
南都年中行事 春日野御旅所行宮略図

12巻中現存するのは8巻中本5冊、第1冊は正月、第2冊は2月3月、第3冊6月、第4冊9月、第5冊11月12月。1979年(昭和54年)に喜多野徳俊訳・注にて口語訳が発刊。

#### 率川御子守神社御本縁並若宮阿波神社由緒
大本1冊12丁。率川阿波神社跡近辺に居住していた古道は、その荒廃を嘆いて30余年の月日をかけ率川本社とその若宮(阿波神社)の由緒を解き明かし、稿を成立させた。『大和史料』(1914年(大正3年)、2巻2冊)の著者斎藤美澄は本書記述の正確さを絶賛し、『大和人物志』は本書の存在が率川神社の社格昇進に大きく貢献したと評している。

#### 春日社水屋綱目闘諍記
中本2冊。実録『水谷闘諍記』を、南都手貝の住人熊谷末裔と称する矢野平が延享元年(1744年)に増補したが、それをさらに同5年(1748年)に批評注記を加えたもの。原書が実録でありながら、脚色が荒唐無稽となっているところを指摘したものとなっている。

#### 奈良曝古今俚諺集
中本1冊69丁、奈良の名産奈良晒の沿革を示した唯一の書。序において、壮年の頃より志したが68歳にしてようやく成立したと語っており、『奈良坊目拙解』『率川御子守神社御本縁並若宮阿波神社由緒』と並んで古道が最も心血を注いだ著作となっている。

#### 奈良見聞雑記

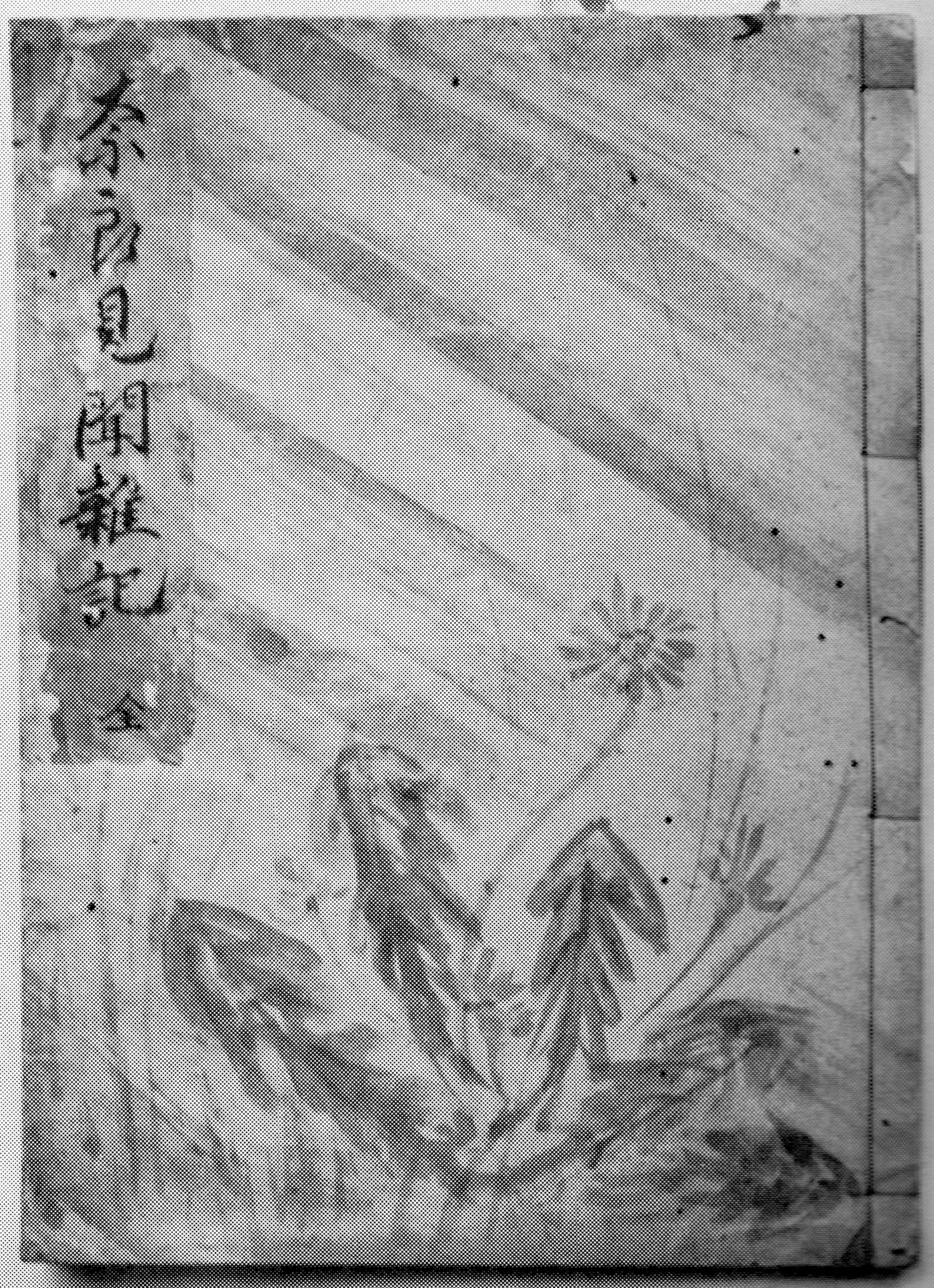
奈良見聞雑記 表紙

緑と黄色の淡彩で描かれた草花で表紙が飾られた自装本。古老などからの奈良に関する聞書帖。1979年(昭和54年)刊の喜多野徳俊訳・注『南都年中行事』に書き下し文が所収。

#### 東大寺大仏殿釿初記
元禄のころ、公慶上人による東大寺大仏殿再建時に、役所に勤めていた一役人の党書の写本。1979年(昭和54年)刊の喜多野徳俊訳・注『南都年中行事』に書き下し文が所収。

### 俳諧
種々の俳書に発句、付句を残しているが、自身が編者となった著作もいくつか存在する。

#### 俳諧今宮草
古道の俳諧の師であった小西来山の遺稿集。古道と共に、長江、梅七が編者として名を連ねている。

#### 廻文俳諧歌僊
巻初に俳友であった東下の独吟を所収。1979年(昭和54年)刊の喜多野徳俊訳・注『南都年中行事』に所収されている。

#### 花日記
『誹家大系図』(生川春明撰、天保9年(1838年))では古道の著書として挙げられているが、今に伝わらず詳細は不明。

### その他

#### 長闇堂記
江戸時代初期の奈良の茶人、久保利世(長闇堂)の著作。茶書ではあるが、自身を立志伝中の人物として描き、子孫に遺戒したもの。現在に伝わるのは古道による写本のみとなっている。

## 年譜

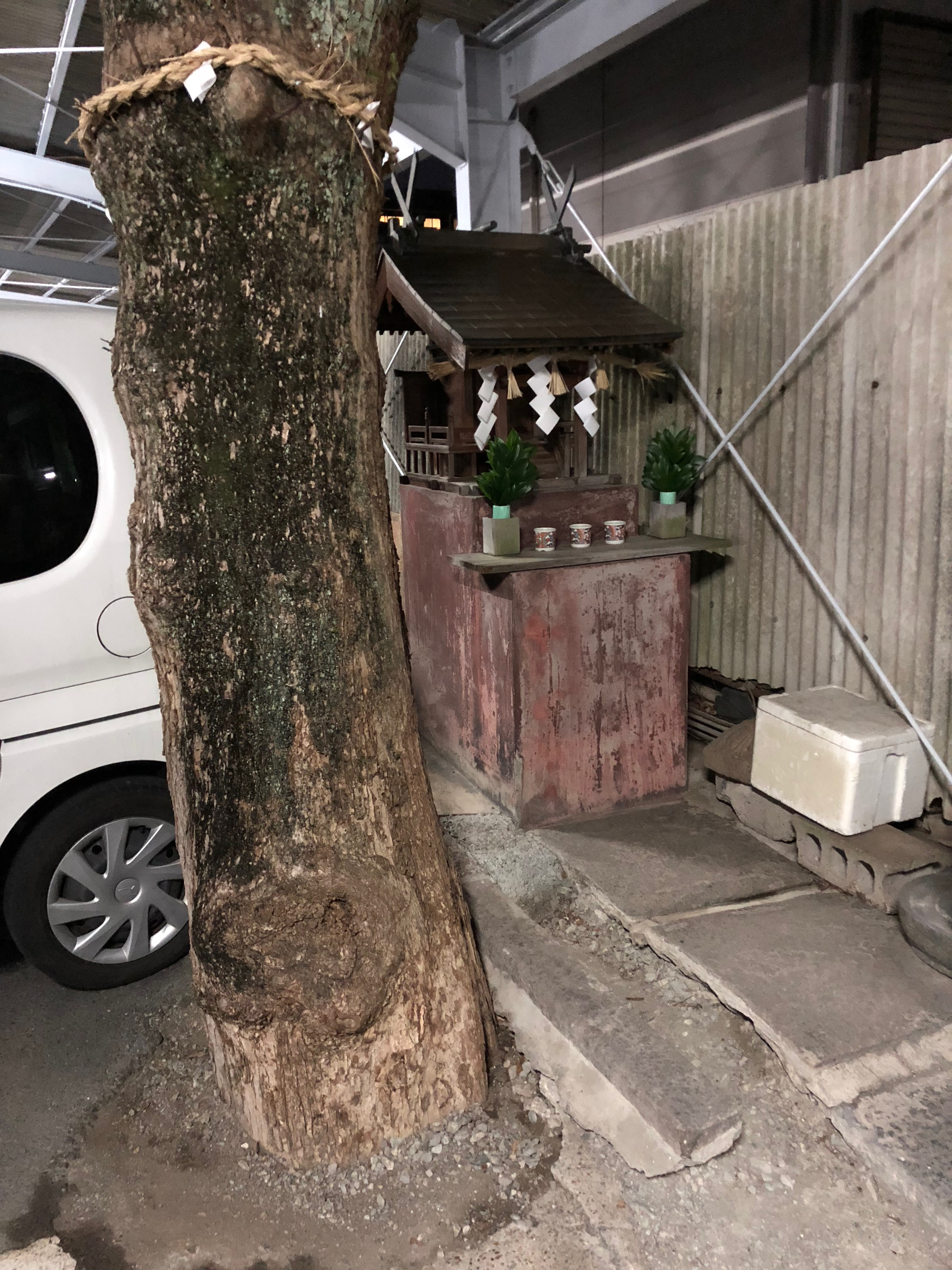
西城戸町の率川阿波神社旧跡

個別に典拠を示さないものは、金井寅之助の「『俳諧今宮草』の編者無名園古道」論文に拠る。
- 天和元年(1681年、1歳):奈良市東城戸町に生まれる。父は村井道弘、本名勝九郎。後に外科医となり升哲と号す。
- 元禄4年(1691年、11歳):5月に刊行の『俳諧藤波集』(一存軒撰)に発句入集、村井道静と号す。
- 元禄年間、東大寺大仏殿釿初記を写本[39]。
- 元禄宝永の頃、小西来山に師事する。
- 宝永元年(1704年、24歳):5月に刊行の『たみの草』(三千風序、等珉子撰)に発句入集、水子と号す。
- 宝永4年(1707年、27歳)
  - 6月16日:『興福寺諸寺社事跡略記』を写す。
  - 6月24日:『興福寺伽藍仏像図記』成立。
- 宝永8年(1711年、31歳):西城戸町に転居。
- 正徳3年(1713年、33歳):6月、『南都名産文集』成立。
- 正徳5年(1715年、35歳):11月上旬刊行の『名墨むかしの水』(来山跋、古梅園長江撰)に水子の号で発句入集。
- 正徳6年(1716年、36歳)
  - 2月21日:父村井道弘、65歳で没す。
  - 10月3日:師小西来山没す。
- 享保2年(1717年、37歳)
  - 2月、『木葉こま』(伴自序、李天撰)に古道の号で発句と付句が入集。これ以降、俳諧には古道の号を用いた。
  - 3月14日:乳母没す、法名は玅讃信女。
  - 10月、『遠千鳥』(鬼貫序、文十撰)に発句が入集。
- 享保5年(1720年、40歳):『詞林采葉集』八巻本、帙入の大本合本4冊を、今出川本を元に書写。号は無名園道静。
- 享保7年(1722年、42歳)
  - 5月、『諾楽年中行事』絵巻、4月の部1巻成立。
  - 9月、『平城年中行事』絵巻、3月の部1巻成立。
- 享保10年(1725年、45歳):3月、平松倍千著『芳野之紀行』の稿本に跋する。
- 享保11年(1726年、46歳)
  - 4月、『東大寺廻向開帳図略』成立。
  - 9月11日:『水精宮』(仙鶴序ならびに撰、沾徳百ヶ日追善集)に発句と付句が入集。
  - 11月に刊行した『白字録』(長水、摘芳、沾洲など撰、沾徳追善集)に発句入集。
  - 『諾楽事跡考』の草稿成立はこの年頃か[22]。
- 享保12年(1727年、47歳)
  - 8月、『手掻会絵巻』(文明14年(1482年)8月13日の奥書あり)１巻を模写。
  - この年、『奈良名所記』成立。
- 享保13年(1728年、48歳):『南都名所順路略志』成立。享保13年の「山夕歳旦帳」の裏に記される。
- 享保14年(1729年、49歳)
  - 『南都七大寺巡礼記』書写(4月下旬開始、5月5日完了。『続々群書類従』所収の奥書に拠る)。
  - この年、『たつか弓』(布門撰、来山十三回忌追善集)に発句入集。
- 享保15年(1730年、50歳)
  - この夏、『続千葉集』(旧徳、芳室撰)に発句が入集。
  - 6月末以降に、増田氏に「賀瑞」と題して発句を贈る。
  - 10月、往年に記された『諾楽事跡考』の、霊石部、廃寺部、陵墓部の3部7巻の草稿に表紙を追加。
  - 11月、『奈良坊目拙解』を起稿。
- 享保16年(1731年、51歳):3月、『高円山白毫寺縁起』成立。高円山略縁起、焼春日神縁、尾上離宮勘合等を含む。
- 享保17年(1732年、52歳)
  - 6月24日:息子を4歳で失う。法名、露光童子。
  - 12月、『俳諧葉久母里』(蘭兮序、布門撰)に発句と付句が入集。
- 享保18年(1733年、53歳):『石霜庵追善集』(旧徳序、芳室撰)に発句が入集。
- 享保19年(1734年、54歳)
  - 正月、『享保甲寅歳南都歳旦』発行。古道の名が見える。
  - 8月『俳諧今宮草』(来山の遺稿集)を編し跋する。共同の編者は長江、梅七。
- 享保20年(1735年、55歳)
  - 2月初午日、『奈良坊目拙解』脱稿。
  - 3月に刊行した『大和記事』(講古撰)に発句が入集。
  - 3月、『似錦集』(荷風跋ならびに撰)に発句が入集。
  - 4月晦日、『奈良名所八重桜』6冊を書写。
  - この年、『此君集』(才麿序、了雨撰)に発句が入集。
- 享保21年(1736年、56歳)
  - 2月下旬、『率川御子守神社御神縁』成立。
  - この年刊行と推定される[注釈 8]『俳諧たすきのの』(布門撰)に発句と付句が入集。
- 元文4年(1739年、59歳):11月、『廻文俳諧歌僊』成立。
- 元文5年(1740年、60歳)
  - 5月、『南都年中行事』12巻成立。
  - 5月、『長闇堂記』を写本。
- 寛保元年(1741年、61歳):9月下旬、『玉露叢』(林道春著、42巻15冊)を写す。
- 寛保2年(1742年、62歳)
  - 『奈良見聞雑記』成立[39]。
  - 6月、『率川御子守神社御本縁並若宮阿波神社由緒』成立。御子守神社に奉納。
- 寛保3年(1743年、63歳):この年刊行の『蓮社燈』(晩牛、竹節等撰、珪琳追善集)に発句が入集。
- 延享元年(1744年、64歳):9月9日、『法林寺主夜神縁起』を写す。
- 延享3年(1746年、66歳):秋、『湛翁三十回忌』(布門撰)に発句と付句が入集。
- 延享5年(1748年、68歳)
  - 3月下旬、『春日社水屋綱目闘諍記』2冊を写し、注記と批評を加える。
  - 6月、『奈良曝古今俚諺集』成立。
  - この年刊行と思われる、『西海春秋』(田鶴樹撰)に発句と付句が入集。
- 寛延２年(1749年、69歳)
  - 10月11日:『後のしくれ』(漆桶序、奇仙撰、仙鶴一周忌追善集)に発句と付句が入集。
  - 10月14日:69歳で没す。法名は古岸道静居士。
- 寛延3年(1750年):7月、翠樹陳人序、富天撰の俳書(失題)に発句と付句が入集。
- 宝暦元年(1751年):この年に刊行された『俳諧家譜』(丈石撰)に古道の記事あり、発句も載る。
- 天明3年(1783年):正月刊行の『続今宮草』(什山撰)に発句が入集。
- 天保9年(1838年):4月、『誹家大系図』(生川春明撰)に古道の記事あり。